# 146-й меридіан західної довготи
146-й меридіан західної довготи — лінія довготи, що лежить на 146 градусів західніше Гринвіцького меридіана. Вона проходить від Північного полюса через Північний Льодовитий океан, Північну Америку, Тихий океан, Південний океан та Антарктиду до Південного полюса.
146-й меридіан західної довготи формує велике коло разом із 34-тим меридіаном східної довготи.

## Список географічних об'єктів, що перетинає 146° зх. д.
Починаючи на Північному полюсі та рухаючись до Південного полюса, 146-й меридіан західної довготи проходить через:
| Координати                                                   | Країна, територія або море | Примітки                                                                   |
| ------------------------------------------------------------ | -------------------------- | -------------------------------------------------------------------------- |
| 90°0′ пн. ш. 146°0′ зх. д. / 90.000° пн. ш. 146.000° зх. д.  | Північний Льодовитий океан |                                                                            |
| 72°56′ пн. ш. 146°0′ зх. д. / 72.933° пн. ш. 146.000° зх. д. | Море Бофорта               |                                                                            |
| 70°12′ пн. ш. 146°0′ зх. д. / 70.200° пн. ш. 146.000° зх. д. | США                        | Аляска — проходить через острів Флаксман[de], материк та острів Хокінс[en] |
| 60°30′ пн. ш. 146°0′ зх. д. / 60.500° пн. ш. 146.000° зх. д. | Тихий океан                | Проходить східніше острова Хінчинбрук[en], Аляска, США                     |
| 14°23′ пд. ш. 146°0′ зх. д. / 14.383° пд. ш. 146.000° зх. д. | Французька Полінезія       | Проходить через атол Маніхі                                                |
| 14°27′ пд. ш. 146°0′ зх. д. / 14.450° пд. ш. 146.000° зх. д. | Тихий океан                | Проходить східніше атола Апатакі[en], Французька Полінезія                 |
| 15°48′ пд. ш. 146°0′ зх. д. / 15.800° пд. ш. 146.000° зх. д. | Французька Полінезія       | Проходить через атол Тоау                                                  |
| 16°0′ пд. ш. 146°0′ зх. д. / 16.000° пд. ш. 146.000° зх. д.  | Тихий океан                | Проходить західніше атола Факарава[en], Французька Полінезія               |
| 60°0′ пд. ш. 146°0′ зх. д. / 60.000° пд. ш. 146.000° зх. д.  | Південний океан            |                                                                            |
| 75°38′ пд. ш. 146°0′ зх. д. / 75.633° пд. ш. 146.000° зх. д. | Антарктида                 | Проходить через Землю Мері Берд, на яку жодна країна не претендує          |